# Xerosis
En semiología clínica, se denomina xerosis a la sequedad de la piel, la mucosa o de la conjuntiva. Las principales causas son la desnutrición y la dermatitis atópica. La xerosis es un signo muy frecuente en niños escolares con el Síndrome de Down. El alivio de la xerosis suele incluir humectantes y en casos de eccema muy pronunciado, esteroides. El tratamiento de la enfermedad de base elimina las lesiones.

## Etiología
La xerosis cursa con alteraciones de la estructura de la capa córnea de la piel, así como del metabolismo hídrico, que da lugar a una piel seca, áspera, enrojecida e irritada. La xerosis puede ser debido a numerosos factores ambientales como el frío del invierno que causan una dermatitis reaccional; enfermedades como la diabetes, deficiencia de vitamina A, deshidratación y efectos secundarios de muchos medicamentos.

## Tratamiento
Aunque el problema básico de la xerosis o "piel seca" no sea un déficit del contenido de agua en la piel, lo extendido de esta opinión y el hecho de que la humectación mejore la apariencia y las molestias subjetivas causadas por este trastorno han motivado que los productos dermocosméticos empleados en su tratamiento reciban el nombre genérico de "hidratantes", aunque sus mecanismos de acción sean muy diversos. Se suelen indicar emolientes para mejorar la xerosis cutánea favoreciendo el desprendimiento de las escamas. El uso de humectantes, especialmente aquellos que contienen urea y ácido láctico puede proporcionar un alivio temporal a las personas con xerosis. La inflamación y la picazón se suelen tratar con esteroides tópicos bajo supervisión médica. Se indican colirios para la xerosis conjuntival.
No se produce ningún aporte hídrico con el uso de agua puro a la piel ni al resto del organismo y el efecto de la evaporación contribuye a agravar la xerosis de forma inmediata, a lo que se suman las acciones lesivas del manto ácido-graso del propio baño y de los productos detergentes empleados. El contacto con albercas y aguas con químicos se debe evitar, ya que esto reactivara la lesión. En consecuencia, los baños, duchas y otras maniobras de lavado habrán de limitarse en las personas con xerosis a las exigencias de la higiene. 

## Prevención
El añadir sal al agua del baño es una medida eficaz para disminuir la xerosis y el prurito. Se utilizarán siempre geles no agresivos y de pH ácido y a continuación se aplicarán productos emolientes en todo el cuerpo. Otras medidas preventivas importantes son evitar el exceso de calor y sobre todo la exposición a fuentes de aire caliente seco (v. gr.: calefacciones de automóviles). También hay que evitar el contacto con ropas que desencadenan prurito en pieles con un umbral de irritabilidad bajo, como la lana y algunas fibras sintéticas. El tratamiento puede variar en tiempo de duración pero va de 3 a 12 meses o más según sea el caso.